# Українсько-Американський консультативний комітет
Українсько-Американський Консультативний Комітет (англ. American-Ukrainian Advisory Committee) заснований у 1992 році за ініціативи Зб.Бжезінського. 
Протягом своєї діяльності (1992-1996) Комітет проявив себе як ефективний механізм двостороннього обговорення та розробки рекомендацій для українського та американського урядів щодо зміцнення двосторонньої співпраці та допомоги утвердження української незалежної державності. 
Комітет був створений на базі Консультативно-Дорадчої Ради при Президії Верховної ради України (Київ) та Центру Стратегічних і Міжнародних Досліджень (Вашингтон).
Членами УАКК були: Двейн Андреас, Збігнєв Бжезінський, Френк Карлуччі, Малкольм (Стів) Форбс, Майкл Джордан, Генрі Кіссінджер, Джон Гелвін, Джордж Сорос та, з українського боку, Володимир Гриньов, Костянтин Морозов, Дмитро Павличко, Роман Шпек, Віктор Пинзеник, Віктор Ющенко, Борис Тарасюк.
Комітет збирався щопівроку почергово в США і Україні.
З кожної сторони були по дві робочі групи ( 1."Міжнародна політика та безпека", 2."Міжнародна економіка то фінанси"), які діяли постійно і тісно співпрацювали між собою (обмін порядком денним, протоколами і записами засідань). Головою першої робочої групи з українського боку був Павло Жовніренко, голова Правління Центру стратегічних досліджень, головою другої – Олег Рибачук, директор Департаменту міжнародних зв'язків Національного банку України. Аналогічними групами з боку США керували відповідно Януш Буґайскі та Пола Добрянські.
Деякими практичними результатами діяльності УАКК були: Меморандум щодо гарантій безпеки у зв‘язку із вступом України до Угоди про нерозповсюдження, Програма Sea Lunch, ліквідація Сполученими Штатами митних бар‘єрів для сотень українських товарів тощо).